# Cubocephalus silesiacus
Cubocephalus silesiacus är en stekelart som beskrevs av Heinrich Habermehl 1911.
Cubocephalus silesiacus ingår i släktet Cubocephalus och familjen brokparasitsteklar. Inga underarter finns listade i Catalogue of Life.